# Omar Sy
Omar Sy (Trappes, 20 gennaio 1978) è un attore, comico, cabarettista e doppiatore francese di origini senegalesi e mauritane.

## Biografia

### Infanzia e formazione
Omar Sy è nato a Trappes il 20 gennaio 1978 da Diaratou, una cameriera originaria della Mauritania, e Dembe Sy, un operaio senegalese immigrato in Francia. Sy, il quarto di otto figli, non aveva mai osato pensare alla carriera di attore. Il suo compito era prendere il diploma e trovare un lavoro.
Un giorno, però, accompagna un amico speaker a Radio Nova per la puntata pilota di un programma. Non ci sono ospiti e Sy inventa il personaggio di un calciatore nigeriano. Da quel momento, a cavallo tra il 1996 e il 1997, la sua verve comica gli fa spiccare il volo. Iniziano a chiamarlo alla radio per fare i personaggi telefonici e fa coppia fissa su Radio Nova con Fred Testot. Ben presto, i programmi comici dei due mattatori si moltiplicano, così come il loro successo, e arrivano le prime proposte dalla televisione.

### Primi anni
Sy lavora, quindi, su Canal+ accanto a Jamel Debbouze, partecipa al programma Le cinéma de Jamel e crea Le visiophon. Il successo radiofonico degli sketches di Sy e Testot si conferma anche in tv, con il programma Omar et Fred: le spectacle, e nelle pièces che il duo porta a teatro. È a Canal+ che Sy incontra il famoso duo comico Eric et Ramzy, che lo coinvolge nella commedia, La Tour Montparnasse infernale, nel 2001, di Charles Nemes, offrendogli il suo primo ruolo sul grande schermo, seppur molto piccolo. La partecipazione a questo progetto è importante anche perché consente a Sy di conoscere gli sceneggiatori e registi Olivier Nakache e Éric Toledano, con cui gira il suo primo cortometraggio nel 2002.

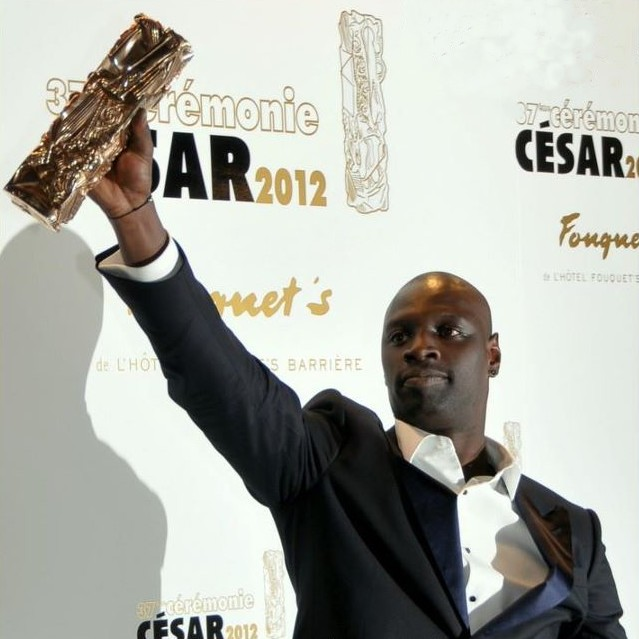
Omar Sy con il premio César che ha vinto nel 2012 per Quasi amici - Intouchables

### Il successo
Conosciuto assieme a Fred Testot per il duo comico Omar et Fred e per la sua partecipazione a Quasi amici - Intouchables, uno dei film di maggior successo di tutti i tempi in Francia, per la cui interpretazione ha vinto il Premio César per il migliore attore.
Il grande successo di questo film gli ha aperto anche le porte di Hollywood; dove è stato scritturato per due blockbuster: X-Men - Giorni di un futuro passato nel ruolo del mutante Alfiere, e Jurassic World, quarto capitolo della saga creata da Steven Spielberg, nel ruolo di Barry Sembène. Nel 2018 partecipa alle riprese di Lupin, nuovo progetto di Netflix per una serie in cui interpreta Assane Diop, un uomo che cerca di vendicare la morte del padre ispirandosi alle avventure di Arsenio Lupin.
Nel 2020 entra nel cast di Jurassic World - Il dominio (di Colin Trevorrow) sesto capitolo della saga, in cui l'attore riprende nuovamente il ruolo di Barry. Oltre a Chris Pratt, Bryce Dallas Howard ed Isabella Sermon, recitano al suo fianco alcuni degli attori protagonisti dei film precedenti della saga, come Sam Neill, Jeff Goldblum, Laura Dern e BD Wong.

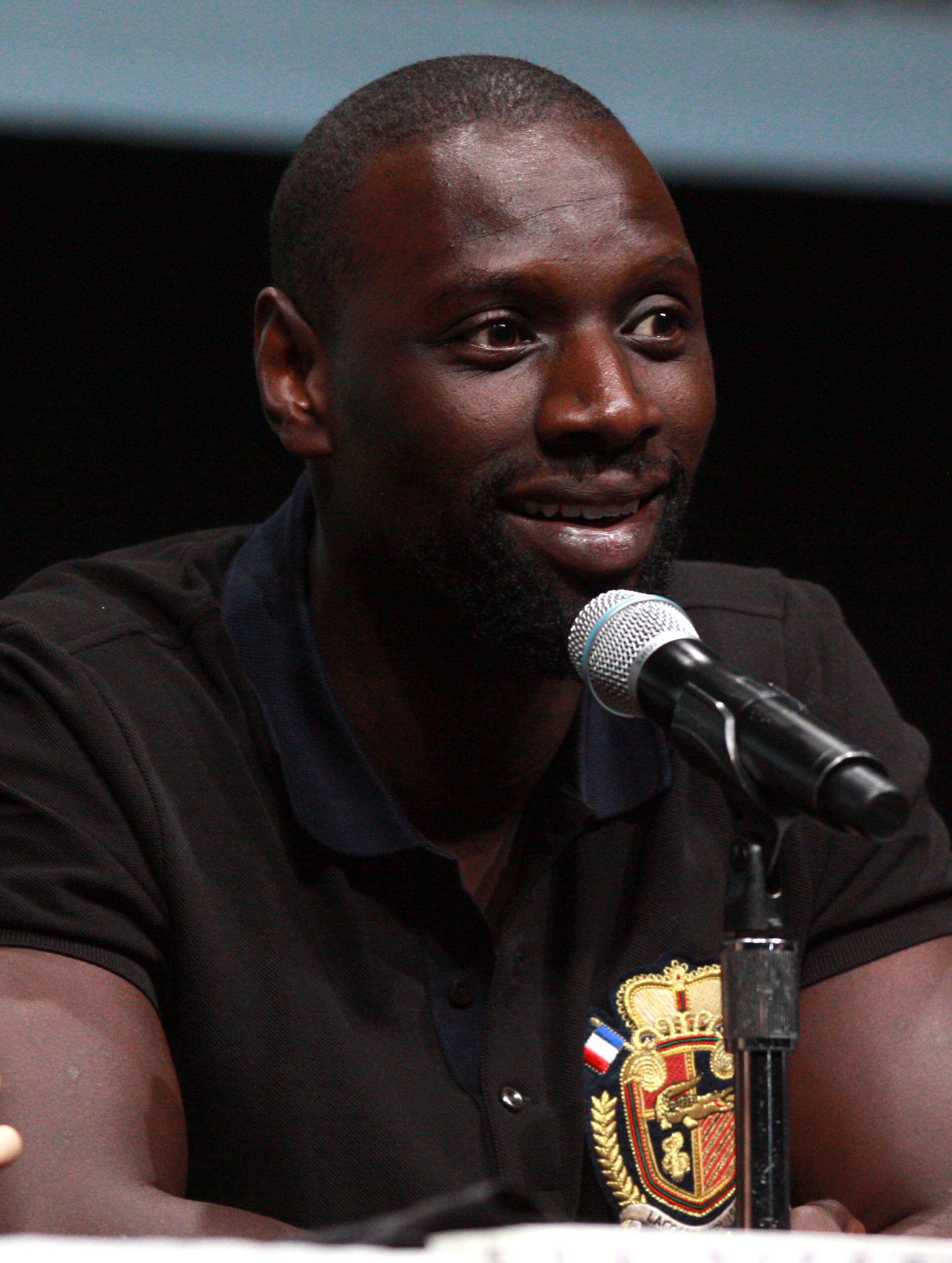
Omar Sy al San Diego Comic-Con International del 2013

## Filmografia

### Attore

#### Cinema
- La Tour Montparnasse infernale, regia di Charles Nemes (2001)
- Le Raid, regia di Djamel Bensalah (2002)
- In fuga col cretino (Le Boulet), regia di Alain Berberian e Frédéric Forestier (2002)
- Samouraïs, regia di Giordano Gederlini (2002)
- La Beuze, regia di François Desagnat e Thomas Sorriaux (2003)
- Le Carton, regia di Charles Nemes (2004)
- Primi amori, primi vizi, primi baci (Nos jours heureux), regia di Olivier Nakache e Éric Toledano (2006)
- 2 Alone in Paris (Seuls Two), regia di Éric Judor e Ramzy Bedia (2008)
- King Guillaume, regia di Pierre-François Martin-Laval (2009)
- Envoyés très spéciaux, regia di Frédéric Auburtin (2009)
- Troppo amici (Tellement proches), regia di Olivier Nakache e Éric Toledano (2009)
- Safari, regia di Olivier Baroux (2009)
- L'esplosivo piano di Bazil (Micmacs à tire larigot), regia di Jean-Pierre Jeunet (2009)
- La Loi de Murphy, regia di Christophe Campos (2009)
- Les Tuche, regia di Olivier Baroux (2011)
- Quasi amici - Intouchables (Intouchables), regia di Olivier Nakache e Éric Toledano (2011)
- Dream Team (Les Seigneurs), regia di Olivier Dahan (2012)
- Due agenti molto speciali (De l'autre côté du périph), regia di David Charhon (2012)
- F.B.I. - Due agenti impossibili (Mais qui a re-tué Pamela Rose?), regia di Olivier Baroux e Kad Merad (2012)
- Mood Indigo - La schiuma dei giorni (L'Écume des jours), regia di Michel Gondry (2013)
- X-Men - Giorni di un futuro passato (X-Men: Days of Future Past), regia di Bryan Singer (2014)
- Good People, regia di Henrik Ruben Genz (2014)
- Samba, regia di Olivier Nakache e Éric Toledano (2014)
- Jurassic World, regia di Colin Trevorrow (2015)
- Il sapore del successo (Burnt), regia di John Wells (2015)
- Mister Chocolat (Chocolat), regia di Roschdy Zem (2016)
- Inferno, regia di Ron Howard (2016)
- Famiglia all'improvviso - Istruzioni non incluse (Demain tout commence), regia di Hugo Gélin (2016)
- Dr. Knock (Knock), regia di Lorraine Lévy (2017)
- Il viaggio di Yao (Yao), regia di Philippe Godeau (2018)
- Lo sbirro di Belleville (Le Flic de Belleville), regia di Rachid Bouchareb (2018)
- Wolf Call - Minaccia in alto mare (Le Chant du loup), regia di Antonin Baudry (2019)
- Il richiamo della foresta (The Call of the Wild), regia di Chris Sanders (2020)
- Il principe dimenticato (Le Prince oublié), regia di Michel Hazanavicius (2020)
- Police, regia di Anne Fontaine (2020)
- Due agenti molto speciali 2 (Loin du périph), regia di Louis Leterrier (2022)
- Jurassic World - Il dominio (Jurassic World: Dominion), regia di Colin Trevorrow (2022)
- Io sono tuo padre (Tirailleurs), regia di Mathieu Vadepied (2022)
- Il vangelo secondo Clarence (The Book of Clarence), regia di Jeymes Samuel (2023)
- The Killer, regia di John Woo (2024)
- Shadow Force - Ultima missione (Shadow Force), regia di Joe Carnahan (2025)

#### Televisione
- Lupin – serie TV 17 episodi (2021-in corso)

### Doppiatore
- Surf's Up - I re delle onde (Surf's Up), regia di Ash Brannon e Chris Buck (2007) – edizione francese
- Bolt - Un eroe a quattro zampe (Bolt), regia di Chris Williams (2008) – edizione francese
- Arthur e la vendetta di Maltazard (Arthur and the Revenge of Maltazard), regia di Luc Besson (2009) – edizione francese
- Mune - Il guardiano della luna (Mune, le gardien de la lune), regia di Alexandre Heboyan e Benoît Philippon (2015)
- Angry Birds - Il film (The Angry Birds Movie), regia di Clay Kaytis e Fergal Reilly (2016) – edizione francese
- Il viaggio di Norm (Norm of the North), regia di Trevor Wall (2016) – edizione francese
- Transformers - L'ultimo cavaliere (Transformers: The Last Knight), regia di Michael Bay (2017)
- Sahara, regia di Pierre Coré (2017)
- Arctic - Un'avventura glaciale (Arctic Dogs), regia di Aaron Woodley (2019)
- Soul, regia di Pete Docter (2020) – edizione francese

## Riconoscimenti
- Golden Globe
  - 2022 – Candidatura al miglior attore in una serie drammatica per Lupin

- Satellite Award
  - 2012 – Candidatura al miglior attore per Quasi amici - Intouchables

- Premio César
  - 2012 – Miglior attore per Quasi amici - Intouchables[4]

- Premio Lumière
  - 2012 – Miglior attore per Quasi amici - Intouchables

- Tokyo International Film Festival
  - 2011 – Premio per il miglior attore a François Cluzet e Omar Sy

## Doppiatori italiani
Nelle versioni in italiano delle opere in cui ha recitato, Omar Sy è stato doppiato da:
- Simone Mori in Troppo amici, Quasi amici - Intouchables, Dream Team, Due agenti molto speciali, Mood Indigo - La schiuma dei giorni, Jurassic World, Mister Chocolat, Famiglia all'improvviso - Istruzioni non incluse, Dr. Knock, Il viaggio di Yao, Lo sbirro di Belleville, Wolf Call - Minaccia in alto mare, Il richiamo della foresta, Il principe dimenticato, Police, Lupin, Due agenti molto speciali 2, Jurassic World - Il dominio, Io sono tuo padre, Il vangelo secondo Clarence, The Killer, Shadow Force
- Lorenzo Scattorin in F.B.I. - Due agenti impossibili, Samba
- Corrado Conforti in Le regole del viaggio
- Aldo Stella ne Il raid
- Alessandro Quarta in Primi amori, primi vizi, primi baci
- Idris in L'esplosivo piano di Bazil
- Marco Fumarola in X-Men - Giorni di un futuro passato
- Francesco Testa in Good People
- Andrea Mete ne Il sapore del successo
- Frédéric Lachkar in Inferno

Da doppiatore è sostituito da:
- Simone Mori in Mune - Il guardiano della luna
- Pasquale Anselmo in Transformers - L'ultimo cavaliere
- Andrea Beltramo in Sahara
- Roberto Stocchi in Arctic - Un'avventura glaciale